# Алибейли, Ханымана Сабир гызы
Ханымана Сабир гызы Алибейли (азерб. Xanımana Əlibəyli; 20 апреля 1920, Кешля, АДР — 7 мая 2007, Баку) ― советский и азербайджанский поэт-драматург, заслуженный деятель искусств Азербайджана (1991). Лауреат государственных премий. Является основоположницей детской драмы в Азербайджане. Оставила неизгладимый след в истории развития азербайджанской литературы.

## Биография
Ханымана Алибейли родилась 20 апреля 1920 года в посёлке Кешля Низаминского района Баку.
Дед ― генерал Агасалим бей Алибеков.
Отец, Сабир Алибеков, окончил Санкт-Петербургский университет. Юрист.
Она была первым ребёнком в аристократической семье с четырьмя девочками и тремя мальчиками.
Среднее образование получила в школе № 13 города Баку. Её преподавателем в школе был писатель Магеррам Ализаде.
В 1942 году окончила Азербайджанский медицинский институт. По окончании института по распределению работала в с. Гызылавар Масаллинского района.
Получила второе высшее образование на филологическом факультете Бакинского государственного университета.
В 1953 году стала членом Союза писателей СССР.
Во второй половине XX века посетила Чувашию.
Две пьесы Алибейли удостоены государственных премий.
В 1975 году спектакль в стихах по её пьесе «День рождения Зайца» получил государственную премию Азербайджанской ССР.
22 апреля 2020 года в Республиканской детской библиотеке Азербайджана открыта электронная база данных, посвящённая 100-летию Ханыманы Алибейли. База состоит из 10 разделов. В ней освещены жизнь и творческий путь Алибейли, её произведения. В базу включён 551 материал, собранный с 1936 по 2018 год.
В октябре 2020 года Институтом литературы им. Низами издана монография «Подпись Ханыманы Алибейли в детской литературе» о её творчестве.
Умерла 7 мая 2007 года в Баку. Похоронена в Баку.
В 2010 году 90-летие Ханыманы Алибейли праздновали в Азербайджанском государственном театре юного зрителя. Мероприятие проводилось Министерством культуры туризма Азербайджана.

## Творчество
Первые стихи начала печатать в 1938 году. Алибейли вошла в мир литературы с первым стихотворением «Ана» («Мать»), написанным в период обучения в БГУ, которое было опубликовано в журнале «Азербайджан гадыны».
Её первая книга «Маленький доктор» была издана в 1955 году издательством «Uşaqgəncnəşr» («Детское и молодёжное издательство») тиражом в 30 000 экземпляров.
Позже она издала один за другим сборники стихов для детей — , «Кто не работает, тот не ест», «Бросьте меня на солнце», «Маленькие беженцы» и другие.
Её пьесы «Малыш», «День рождения Зайца», «Айджан», «Самая красивая» долгое время ставились на сцене Азербайджанского государственного театра юного зрителя. Пьесы «День рождения Зайца», «Красивой красоты» и другие также были поставлены в Бакинском театре кукол, Шушинском государственном музыкальном драматическом театре.
Стихи Ханыманы Алибейли публиковались в газете «Пионер Азербайджана» и журналах «Гейярчин» и «Гюнеш». Ханымана Алибейли считается основоположницей детской драмы в Азербайджане.
Автор сотен детских стихов, десятков поэм, более 30 книг.
Некоторые книги переведены на русский, чешский, словацкий языки, языки народов СССР.
В январе 2019 года её книга «Эльхан – наш гость» издана на чувашском языке.

## Произведения
- «Маленький доктор» (1955)
- «Всезнающие козлята»
- «Сказки волн»
- «Глаза Санубар»
- «День рожденья зайца» (поэма)
- «Самая красивая» (поэма)
- «Лесной доктор»
- «Летний концерт» (1960)
- «Кто не работает, тот не ест» (1961)
- «Песня звезд» (1966)
- «Карнавал» (1968)
- «Ногул» (1970)
- «Бросьте меня на солнце»
- «Маленькие беженцы»
- «Эльхан – наш гость»
- «Звезда золотая» (сборник стихов, Баку, издательство «Азернешр», 1965)[15]
- «Легенда Марджанкули» (сборник стихов, Баку, издательство « Гянджлик», 1990)[16]

## Семья
Дочь ― Гюляр Алибейли, доктор филологических наук, профессор.

## Награды
- Почётная грамота Президиума Верховного Совета Азербайджанской ССР (1972)[17]
- Заслуженный деятель искусств Азербайджана (1 июля 1991, за большой вклад в развитие детской литературы в Азербайджане)[1]
- Лауреат государственных премий (дважды)
- Президентский стипендиат президента Азербайджанской Республики (11 июня 2002)[18][19]